# Együtt, Szebb Jövőért Roma-Magyar Közhasznú Egyesület
Az Együtt, Szebb Jövőért Roma-Magyar Közhasznú Egyesület önkormányzati elven működő érdekképviseleti társadalmi szervezet. Jogi személy, működése kiterjed Magyarország egész területére. Politikai tevékenységet nem folytat, szervezete pártoktól független. 

## Megalapítása
2002. augusztus 1-jén alakult a helyi roma és nem roma lakosok összefogásával Gyöngyös területére, később országos kiterjedésű lett, már 7 megyében van jelen. 
Az egyesület elnöke Lakatos Zsolt vállalkozó, a Magyar Ezüst Érdemkereszt kitüntetettje. Tiszteletbeli elnök dr. Komáromi István ny. rendőrtábornok, dalszerző, előadóművész.

## Célja
Az etnikai kisebbségek és többségi népesség között a társadalmi párbeszéd megteremtése, a kulturált együttélés lehetőségeinek megalapozása, a közös érdekek képviselete. Törekvés a társadalmi esélyegyenlőségre mind a tanulásban, mind a munkához jutásban, a mindennapi életlehetőségekben. Fő törekvésük, hogy a roma és nem roma származású emberek együtt tudjanak dolgozni, egymást segítve, békességben élni. 

## Feladata
A szociálisan rászoruló családokban az egészségmegőrzés, betegségmegelőzés segítése ismeretterjesztéssel, tanácsadással. Kulturális tevékenység, a magyar és az etnikai kultúra értékeinek megőrzésével továbbfejlesztésével, jogaiknak érvényesítésével. A gyermek- és ifjúságvédelem segítése. A tagszervezetek együttműködésével az időskorúak segítése, családsegítés, szociális segítségnyújtás. Nevelés és oktatás, képességfejlesztés, ismeretterjesztés különösen a halmozottan hátrányos helyzetű és sajátos nevelési igényű gyermekekre és fiatalokra. Hátrányos helyzetű csoportok társadalmi esélyegyenlőségének elősegítése. Sport rendezvények lehetőségének megteremtése a fiatalok és felnőttek számára. A fiatalok által és velük szemben gyakorivá vált drogfogyasztás elleni felvilágosítás, bűnmegelőzés. A munkaerőpiacon hátrányos helyzetűvé vált rétegek képzésének, foglalkoztatásának segítése partnerek bevonásával.

## Tevékenysége
Széles kört ölel fel. Szerveznek jótékonysági akciókat, közvetlenül segítik a rászoruló családokat, egyedülálló személyeket. Épületeket újítanak fel, hiányzó berendezéseket pótolnak iskolának, idősotthonnak, rendőrségnek. A munkaerőpiacon segítik az emberek elhelyezkedését. Tanodát hoznak létre, emléktáblát avatnak, ételosztást, szemétszedési akciót, vízi és erdei táborokat szerveznek évente a gyerekeknek. A táborban résztvevők a cigány népismerettel, a lovári nyelvvel, a hagyományos roma ételek elkészítésével, a hagyományos viselettel, a hangszeres zenéléssel, énekkel, tánccal is megismerkedhetnek. Védőháló a Családokért, a Szebb Jövőért elnevezésű projektjükben gyakorlati módon nyújtottak segítséget mind a fiatalabb, mind pedig az idősebb generációnak, mely keretében egészségügyi, kulturális, sport, valamint szociális programokon vehettek részt a jelenlévők pl.: egészségügyi szűréseken, gasztronómiai találkozón, sport programokon bűnmegelőzésről szóló workshopokon, életvezetési és háztartási, valamint jogi tanácsadáson, prevenciós előadásokon. Roma-magyar napot rendeztek színes programokkal Gyöngyös város főterén, hogy közelebb hozzák a roma és a magyar kultúrát egymáshoz.
2002-ben megalapították a Szebb jövőért díjat is. Az éves díjátadó ünnepség hagyománnyá vált. Különlegessége és rangja, hogy az egyszerű emberek köszönik így meg mindazon személyek - akik az egészségügy, oktatás és gazdasági, művészeti terület szereplői - tevékenységét, akik kimagasló munkát végeztek a közéletben, a gazdasági életben, művészeti téren a toleráns társadalom megteremtéséért, az eltérő kultúrák elfogadásáért, közösségünk, a roma közösség  elfogadtatásáért és a magyar társadalom egységesítéséért.
2012-ben alapították meg a Dankó Pista Emlékversenyt, a zenei hagyomány megőrzése céljából. A versenyzők minden évben egy roma és egy magyar előadó szerzeményei közül választhatnak énekes és hangszeres kategóriában.